# Gilberto
Gilberto da Silva Melo (rođen 25. travnja 1976. u Rio de Janeiru), poznatiji samo kao Gilberto, je brazilski umirovljeni nogometaš. Većinu karijere proveo je igrajući na mjestu lijevog bočnog igrača. Njegova braća, Nildeson i Nélio, također su nogometaši.

## Klupska karijera
Gilberto je svoju nogometnu karijeru započeo u rodnom Brazilu, igrajući za klubove kao što su América-RJ, Flamengo i Cruzeiro. Nakon što je odigrao jednu sezonu u talijanskom klubu Inter Milan vratio se u Brazil gdje je zaigrao za Vasco da Gamu, Gremio i kasnije São Caetano.

### Hertha BSC
Gilberto se 2004. godine vratio u Europu, zaigravši za njemački nogometni klub Hertha BSC.
U klubu je igrao četiri godine, a tijekom tog vremena bio je jedan od najboljih lijevih braniča Bundeslige. Gilberto je uspješno kombinirao uspješnu obranu s učestalim sudjelovanjima u napadu s pozicije lijevog krila. Bio je brz i imao dobar udarac, često prijetivši suparničkom golu, zabivši šest zgoditaka u prvoj sezoni. U prve dvije sezone njegove berlinske karijere, Hertha je završila na četvrtom i šestom mjestu Bundeslige. U sezoni 2004./05. Gilberto je izabran za najboljeg lijevog braniča Bundeslige. 2006. godine Gilberto je bio vrlo blizu prelaska u Bayern München, ali Hertha ipak nije pristala na ponudu Bavaraca.

### Tottenham Hotspur
Gilberto je došao u Tottenham Hotspur 31. siječnja 2008. Nakon početne ozljede zbog koje nije igrao, svoj debi u novom klubu ostvario je u utakmici kupa UEFA protiv PSV-a, 6. ožujka 2008., ali je na poluvremenu zamijenjen nakon što je pogriješio u akciji nakon koje je PSV postigao jedini pogodak na utakmici. Trener Tottenhama nakon utakmice je izjavio da Gilberto ipak nije zamijenjen zbog učinjene pogreške već zbog činjenice što se još uvijek oporavlja od ozljede. Unatoč tome, Gilberto je postao prvi Brazilac koji je zaigrao u početnoj postavi Tottenhama, budući su njihovi tadašnji brazilski igrači Rodrigo Defendi i Diego Bortolozzo bili u rezervnoj momčadi. U sljedećoj utakmici Gilberto je ušao s klupe i zabio treći pogodak u utakmici protiv West Ham Uniteda koja je završila rezultatom 4-0. Svoju prvu kompletnu utakmicu u dresu Tottenhama Gilberto je odigrao 26. travnja 2008. godine protiv Bolton Wanderersa. 
U sezoni 2008./09. Gilberto je zaigrao u tek tri utakmice. Započeo je ligašku utakmicu protiv Portsmoutha te utakmicu kupa UEFE protiv Spartaka iz Moskve. U obje utakmice zamijenjen je na poluvremenu. Svoju posljednju utakmicu za Tottenham odigrao je protiv Shakhtar Donetska u kupu UEFA, 26. veljače 2009.

### Cruzeiro
17. srpnja 2009. godine brazilski klub Cruzeiro službeno je objavio da će Gilberto potpisati dvogodišnji ugovor za klub nakon medicinskog pregleda. Tottenham Hotspur je službeno objavio da je došlo do sporazumnog raskida ugovora 24. srpnja i Gilberto se, nakon pregleda, vratio u Brazil.

## Međunarodna karijera
Gilberto je igrao za brazilsku nogometnu reprezentaciju na Svjetskom nogometnom prvenstvu 2006. godine gdje je postigao svoj prvi reprezentativni pogodak protiv Japana u skupini. Reprezentativni debi ostvario je 11. lipnja 2003. u utakmici protiv Nigerije. Gilberto je s brazilskom reprezentacijom također nastupio na Copa America 2007. Zbog loše igre, izgubio je svoje mjesto u reprezentaciji od Klebera, a kasnije i od Andrea Santosa tako da nije zaigrao na Kupu konfederacija 2009. Međutim, u veljači 2010. godine ponovno je pozvan u reprezentaciju kako bi nastupio u prijateljskoj utakmici s Irskom. Nažalost, tu utakmicu ipak je na kraju odsjedio na klupi, nastupivši kao zamjena Michelu Bastosu.  
Iako je bio izabran između 22 igrača koja su trebala otputovati na Svjetsko nogometno prvenstvo 2010. godine u Južnoj Africi, zbog ozljede se to nije dogodilo.